# Zusatzweiterbildung Phlebologie
Die Zusatzweiterbildung Phlebologie ist eine in der Musterweiterbildungsordnung der deutschen Bundesärztekammer von 2018 (MWBO) aufgeführte Zusatz-Weiterbildung im Bereich Phlebologie für Fachärzte aller Facharztbezeichnungen.

## Definition
Die Zusatz-Weiterbildung Phlebologie umfasst in Ergänzung zu einer Facharztkompetenz die Vorbeugung, Erkennung, Behandlung und Rehabilitation der Erkrankungen und
Fehlbildungen des Venen- und Lymphgefäßsystems der Extremitäten einschließlich thrombotischer Erkrankungen des Venensystems.

## Mindestanforderung
Um die Bezeichnung Phlebologie führen zu dürfen, müssen Ärztinnen und Ärzte
- über eine Facharztanerkennung verfügen und
- über Kenntnisse, Erfahrungen und Fertigkeiten im Fach gemäß den in der Weiterbildungsordnung festgelegten Weiterbildungsinhalten verfügen.[1]

Bei der Anmeldung zur Weiterbildungsprüfung müssen der zuständigen Ärztekammer  sämtliche Nachweise über die erfüllten Mindestanforderungen vorgelegt werden. Dazu gehören auch die Logbuch-Dokumentationen über alle durch die MWBO vorgegebenen Inhalte der Weiterbildung.

## Inhalte der Weiterbildung
Zur Weiterbildungsprüfung muss man darlegen können, dass man Kenntnisse, Erfahrungen und Fertigkeiten unter anderem in folgenden Bereichen erlangt hat:
- Erkennung, Behandlung und Nachbehandlung venöser Thromboembolien einschließlich der Antikoagulation
- Behandlung der chronischen Veneninsuffizienz und ihrer Komplikationen einschließlich des Ulcus cruris
- Behandlung des Lymphödems der Extremitäten
- Durchführung und Bewertung diagnostischer Verfahren in der Phlebologie, z. B. Dopplersonographie, Duplexsonographie, Plethysmographie
- Therapeutische Verfahren:
  - Sklerosierungetherapie
  - Kompressionsverbände
  - Verordnung und Überwachung von Kompressionsstrümpfen.[1]

Die Inhalte der Musterweiterbildungsordnung sind allerdings nur eine Empfehlung für die rechtsverbindlichen Weiterbildungsordnungen der Landesärztekammern, die hiervon abweichende Regelungen treffen können.